# Pray for Me (The Weeknd & Kendrick Lamar)
Pray for Me is een nummer van The Weeknd samen met Kendrick Lamar uit 2018. Het nummer staat op de soundtrack van de film Black Panther en is de derde single van het album.
Het nummer verschijnt in de film tijdens de scène waarin Black Panther samen met zijn bondgenoten, Nakia en Okoye een geheimen casino in Busan binnentreden. In Nederland verscheen het nummer op 17 februari 2018 in de Nederlandse Top 40 en stond het 11 weken in de lijst met hoogste notering plaats 14.

## Hitnoteringen

### Nederlandse Top 40
| Hitnotering: 17-02-2018 t/m 28-04-2018 | Hitnotering: 17-02-2018 t/m 28-04-2018 | Hitnotering: 17-02-2018 t/m 28-04-2018 | Hitnotering: 17-02-2018 t/m 28-04-2018 | Hitnotering: 17-02-2018 t/m 28-04-2018 | Hitnotering: 17-02-2018 t/m 28-04-2018 | Hitnotering: 17-02-2018 t/m 28-04-2018 | Hitnotering: 17-02-2018 t/m 28-04-2018 | Hitnotering: 17-02-2018 t/m 28-04-2018 | Hitnotering: 17-02-2018 t/m 28-04-2018 | Hitnotering: 17-02-2018 t/m 28-04-2018 | Hitnotering: 17-02-2018 t/m 28-04-2018 | Hitnotering: 17-02-2018 t/m 28-04-2018 |
| Week:                                  | 1                                      | 2                                      | 3                                      | 4                                      | 5                                      | 6                                      | 7                                      | 8                                      | 9                                      | 10                                     | 11                                     |                                        |
| -------------------------------------- | -------------------------------------- | -------------------------------------- | -------------------------------------- | -------------------------------------- | -------------------------------------- | -------------------------------------- | -------------------------------------- | -------------------------------------- | -------------------------------------- | -------------------------------------- | -------------------------------------- | -------------------------------------- |
| Positie:                               | 34                                     | 20                                     | 14                                     | 20                                     | 20                                     | 21                                     | 20                                     | 21                                     | 22                                     | 27                                     | 35                                     | uit                                    |

### VlaamseUltratop 50
| Hitnotering: 10-02-2018 t/m 07-04-2018 | Hitnotering: 10-02-2018 t/m 07-04-2018 | Hitnotering: 10-02-2018 t/m 07-04-2018 | Hitnotering: 10-02-2018 t/m 07-04-2018 | Hitnotering: 10-02-2018 t/m 07-04-2018 | Hitnotering: 10-02-2018 t/m 07-04-2018 | Hitnotering: 10-02-2018 t/m 07-04-2018 | Hitnotering: 10-02-2018 t/m 07-04-2018 | Hitnotering: 10-02-2018 t/m 07-04-2018 | Hitnotering: 10-02-2018 t/m 07-04-2018 | Hitnotering: 10-02-2018 t/m 07-04-2018 |
| Week:                                  | 1                                      | 2                                      | 3                                      | 4                                      | 5                                      | 6                                      | 7                                      | 8                                      | 9                                      |                                        |
| -------------------------------------- | -------------------------------------- | -------------------------------------- | -------------------------------------- | -------------------------------------- | -------------------------------------- | -------------------------------------- | -------------------------------------- | -------------------------------------- | -------------------------------------- | -------------------------------------- |
| Positie:                               | 37                                     | 22                                     | 37                                     | 29                                     | 31                                     | 37                                     | 37                                     | 45                                     | 43                                     | uit                                    |